# Curva de arrastre
La curva de arrastre o polar de arrastre es la relación entre la arrastre en una aeronave y otras variables, como la sustentación, el coeficiente de sustentación, el ángulo de ataque o la velocidad. Puede describirse mediante una ecuación o mostrarse en forma de gráfico (a veces denominado "diagrama polar"). La resistencia puede expresarse como resistencia real o como coeficiente de resistencia.
Las curvas de arrastre están estrechamente relacionadas con otras curvas que no muestran la resistencia, como la curva potencia necesaria/velocidad o la curva tasa de caída/velocidad.

## Curva de arrastre
.
.
.
.

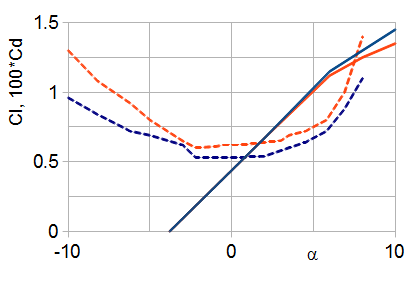
Coeficientes de arrastre y sustentación del NACA 63_{3}618. Las curvas completas son de sustentación, las discontinuas de resistencia; las curvas rojas tienen R_{e} = 3-10^{6}, las azules 9-10^{6}

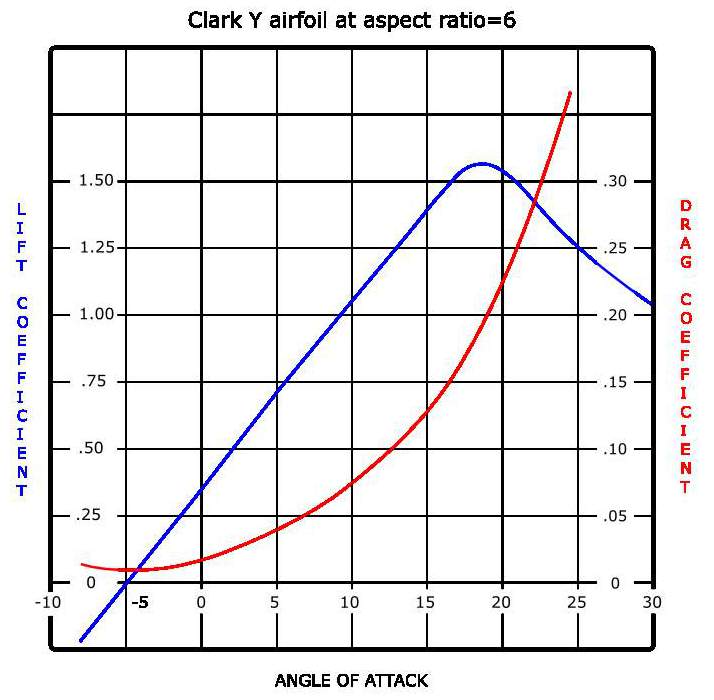
Coeficientes de sustentación y resistencia contra ángulo de ataque

Curva que muestra la resistencia inducida, el arrastre parásito y la resistencia total en función de la velocidad aerodinámica

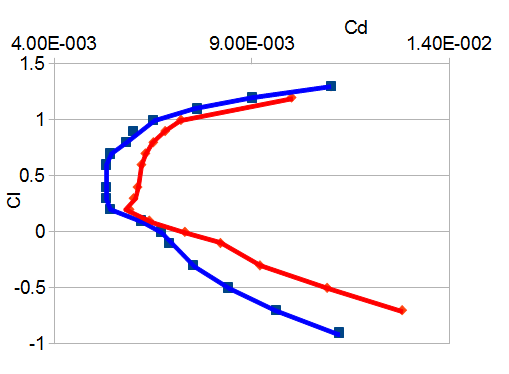
Curva de arrastre para el NACA 63_{3}618, codificada por colores como en el gráfico de al lado

Las propiedades aerodinámicas significativas de las alas de los aviones se resumen en dos cantidades adimensionales, el elevación y el Coeficiente de arrastre CL y CD. Al igual que otras magnitudes aerodinámicas de este tipo, son funciones únicamente del ángulo de ataque α, el número de Reynolds Re y el número de Mach M. CL y CD pueden trazarse frente a α, o pueden trazarse entre sí.
Las fuerzas de sustentación y arrastre, L y D, se escalan por el mismo factor para obtener CL y CD, así que L/D = CL/CD. L y D están en ángulo recto, con D paralelo a la velocidad de la corriente libre (la velocidad relativa del aire distante circundante), por lo que la fuerza resultante R se encuentra en el mismo ángulo a D como la línea desde el origen de la gráfica a la correspondiente CL, CD punto lo hace a la CD eje.
Si se mantiene una superficie aerodinámica con un ángulo de ataque fijo en un túnel de viento, y se miden la magnitud y la dirección de la fuerza resultante, se pueden trazar utilizando coordenadas polares. Cuando esta medición se repite a diferentes ángulos de ataque se obtiene la curva de arrastre. Los datos de sustentación y resistencia fueron recogidos de esta forma en la década de 1880 por Otto Lilienthal y alrededor de 1910 por Gustave Eiffel, aunque no presentados en términos de los coeficientes más recientes. Eiffel fue el primero en utilizar el nombre "arrastre polar", sin embargo las curvas de arrastre raramente se trazan hoy en día utilizando coordenadas polares.
Dependiendo del tipo de avión, puede ser necesario trazar curvas de arrastre a diferentes números de Reynolds y Mach. El diseño de un caza requerirá curvas de arrastre para diferentes números de Mach, mientras que los planeadores, que pasan su tiempo volando lentamente en térmicas o rápidamente entre ellas, pueden requerir curvas a diferentes números de Reynolds, pero no se ven afectados por los efectos de la compresibilidad. Durante la evolución del diseño, la curva de arrastre se irá afinando. Una aeronave concreta puede tener curvas diferentes incluso con los mismos valores de Re y M, dependiendo, por ejemplo, de si se despliegan tren de aterrizaje y flaps.
.

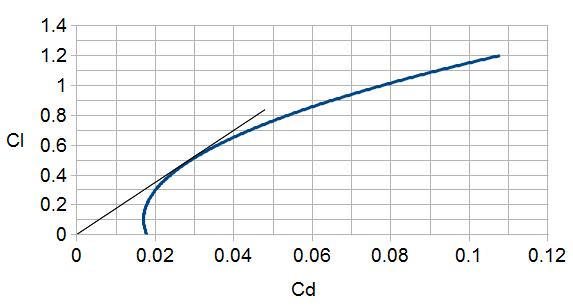
Curva de arrastre para aviones ligeros. C_{D0}= 0,017, K = 0,075 y C_{L0} = 0,1. La tangente da el punto máximo L/D

El diagrama adjunto muestra CL frente a CD para un avión ligero típico. El punto CD mínimo está en el punto más a la izquierda del gráfico. Un componente de la resistencia es la resistencia inducida (un efecto secundario inevitable de producir sustentación, que puede reducirse aumentando la  velocidad aerodinámica indicada). Es proporcional a CL2. Los otros mecanismos de arrastre, parásito y  arrastre ondulatorio, tienen componentes constantes, por un total de CD0, y contribuciones dependientes de la sustentación que aumentan en proporción a CL2. En total, entonces
CD = CD0 + K.(CL - CL0)2.
El efecto de CL0 es desplazar la curva hacia arriba en la gráfica; físicamente esto es causado por alguna asimetría vertical, como un ala arqueada o un ángulo de incidencia finito, que asegura que la actitud de mínima resistencia produce sustentación y aumenta la relación entre sustentación y resistencia máxima.

## Curvas de potencia requerida
Un ejemplo de la forma en que se utiliza la curva en el proceso de diseño es el cálculo de la curva de potencia requerida (PR), que traza la potencia necesaria para un vuelo estable y nivelado sobre el rango de velocidades de operación. Las fuerzas implicadas se obtienen a partir de los coeficientes multiplicándolos por (ρ/2).S V2, donde ρ es la densidad de la atmósfera a la altitud de vuelo, S es el área alar y V es la velocidad. En vuelo nivelado, la sustentación es igual al peso W y el empuje es igual a la resistencia, por lo que
.
W = (ρ/2).S.V2.CL y
PR = (ρ/2η).S.V3.CD.

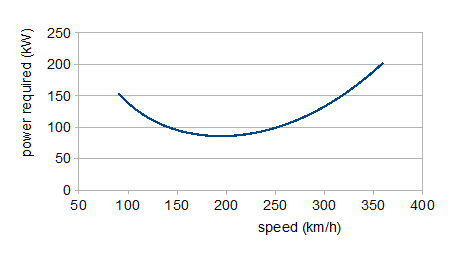
P_{R} curva para el avión ligero con la curva de arrastre anterior y un peso de 2000 kg, con un área alar de 15 m² y un rendimiento de la hélice de 0,8

El factor extra de V/η, con η la eficiencia de la hélice, en la segunda ecuación entra porque PR= (empuje requerido)×V/η. La potencia, en lugar del empuje, es adecuada para un avión propulsado por hélice, ya que es aproximadamente independiente de la velocidad; los motores a reacción producen un empuje constante. Como el peso es constante, la primera de estas ecuaciones determina cómo CL disminuye al aumentar la velocidad. Poniendo estos valores de CL en la segunda ecuación con CD de la curva de arrastre se obtiene la curva de potencia.  La región de baja velocidad muestra una caída en la resistencia inducida por la sustentación, a través de un mínimo seguido de un aumento en la resistencia del perfil a velocidades más altas. La potencia mínima requerida, a una velocidad de 195 km/h  (121 mph) es de unos 86 kW (115 hp); 135 kW (181 hp) son necesarios para una velocidad máxima de 300 km/h (186 mph). El vuelo al mínimo de potencia proporcionará la máxima resistencia; la velocidad para la mayor autonomía es aquella en la que la tangente a la curva de potencia pasa por el origen, unos 240 km/h (150 mph).
Si se dispone de una expresión analítica para la curva, se pueden desarrollar relaciones útiles mediante diferenciación. Por ejemplo, la forma anterior, simplificada ligeramente poniendo CL0 = 0, tiene un máximo CL/CD en CL2 = CD0/K. Para una aeronave de hélice, ésta es la condición de máxima resistencia y da una velocidad de 185 km/h (115 mph). La condición de alcance máximo correspondiente es el máximo de CL3/2/CD, a CL2 = 3.CD0/K, por lo que la velocidad óptima es de 244 km/h (152 mph). Los efectos de la aproximación CL0 = 0 son inferiores al 5%; por supuesto, con un CL0 = 0,1 finito, los métodos analítico y gráfico dan los mismos resultados.
La región de vuelo a baja velocidad se conoce como la "parte posterior de la curva de potencia" (a veces "detrás de la curva de arrastre"), donde se necesita más potencia para volar más despacio. Es una región de vuelo ineficiente porque se puede aumentar la velocidad y disminuir la potencia; no hay compensación entre el aumento de la velocidad y el aumento del consumo de potencia. Se considera una región de vuelo de "velocidad inestable", porque una disminución de la velocidad dará lugar a un nuevo aumento de la velocidad si no se ajusta la potencia, a diferencia de lo que ocurre en circunstancias normales.

### Tasa de ascenso
Para que un avión ascienda a un ángulo θ y a velocidad V su motor debe estar desarrollando más potencia P en exceso de la potencia requerida PR para equilibrar la resistencia experimentada a esa velocidad en vuelo nivelado y mostrada en el gráfico de potencia requerida. En vuelo nivelado PR/V = D pero en el ascenso hay que incluir el componente de peso adicional, es decir
P/V = D + W.sin θ = PR/V + W.sin θ.
Por lo tanto, la velocidad de ascenso RC = V.sin θ = (P - PR)/W. Suponiendo el motor de 135 kW necesario para una velocidad máxima de 300 km/h, el exceso máximo de potencia es de 135 - 87 = 48 kW al mínimo de PR y la velocidad de ascenso de 2,4 m/s.

## Eficiencia del combustible
Para los aviones de hélice (incluidos los turbohélices), la autonomía máxima y, por tanto, la eficiencia del combustible máxima se consigue volando a la velocidad de máxima relación sustentación/arrastre. Se trata de la velocidad que permite cubrir la mayor distancia con una cantidad determinada de combustible. La resistencia máxima (tiempo en el aire) se consigue a una velocidad inferior, cuando la resistencia es mínima. 
En los aviones a reacción, la resistencia máxima se alcanza cuando la relación sustentación/arrastre es máxima. La autonomía máxima se alcanza a mayor velocidad. Esto se debe a que los motores a reacción producen empuje, no potencia. Los aviones turbohélice producen algo de empuje a través de los gases de escape de la turbina, pero la mayor parte de su potencia se genera a través de la hélice.
La velocidad de crucero de largo alcance (LRC) se suele elegir para obtener un 1% menos de eficiencia de combustible que la velocidad de alcance máximo, ya que esto se traduce en un aumento de la velocidad del 3-5%. Sin embargo, el combustible no es el único coste marginal en las operaciones de las aerolíneas, por lo que la velocidad de operación más económica (ECON) se elige en función del índice de coste (CI), que es la relación entre el coste del tiempo y el coste del combustible.

## Planeadores

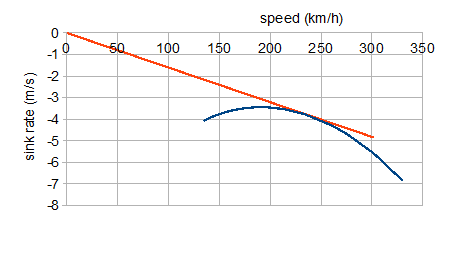
El mismo avión, sin potencia. La tangente define el ángulo mínimo de planeo, para un alcance máximo. El pico de la curva indica la tasa de caída mínima, para una resistencia máxima (tiempo en el aire).

Sin potencia, un avión que planea sólo tiene la fuerza de la gravedad para propulsarse. En un ángulo de planeo de θ, el peso tiene dos componentes, W.cos θ en ángulo recto con la línea de vuelo y W.sen θ paralelo a ella. Estos están equilibrados por los componentes de fuerza y sustentación, respectivamente, por lo que
W.cos θ = (ρ/2).S.V2.CL y
W. sen θ = (ρ/2).S.V2.CD.
Dividiendo una ecuación por la otra se obtiene que el ángulo de planeo viene dado por tan θ = CD/CL. Las características de rendimiento de mayor interés en vuelo sin motor son la velocidad a través del suelo, Vg digamos, y la velocidad de hundimiento Vs; éstas se muestran trazando V. sin θ = Vs contra V.cos θ = Vg. Tales gráficas se denominan generalmente polares, y para producirlas se requiere el ángulo de planeo como función de V.
Una forma de encontrar soluciones a las dos ecuaciones de fuerza es elevarlas al cuadrado y luego sumarlas; esto muestra que los posibles valores de CL, CD se encuentran en un círculo de radio 2.W / S.ρ.V2. Cuando esto se traza sobre la polar de arrastre, la intersección de las dos curvas localiza la solución y se lee su valor θ. Alternativamente, teniendo en cuenta que los planeos suelen ser poco profundos, se puede utilizar la aproximación cos θ ≃ 1, buena para θ inferiores a 10°, en la ecuación de sustentación y calcular el valor de CL para un V elegido, hallando CL a partir de la polar de resistencia y calculando a continuación θ.
La polar de ejemplo muestra el comportamiento en planeo de la aeronave analizada anteriormente, suponiendo que su polar de resistencia no se ve muy alterada por la hélice estacionaria. Una recta desde el origen hasta algún punto de la curva tiene una pendiente igual al ángulo de planeo a esa velocidad, por lo que la tangente correspondiente muestra el mejor ángulo de planeo tan-1(CD/CL)min. ≃ 3.3°. Esta no es la tasa de hundimiento más baja, pero proporciona el mayor alcance, requiriendo una velocidad de 240 km/h (149 mph); la tasa de hundimiento mínima de unos 3,5 m/s se da a 180 km/h (112 mph), velocidades vistas en los gráficos anteriores, con motor.

### Tasa de caída

A medida que aumenta la velocidad aerodinámica, la resistencia total disminuye y luego aumenta.

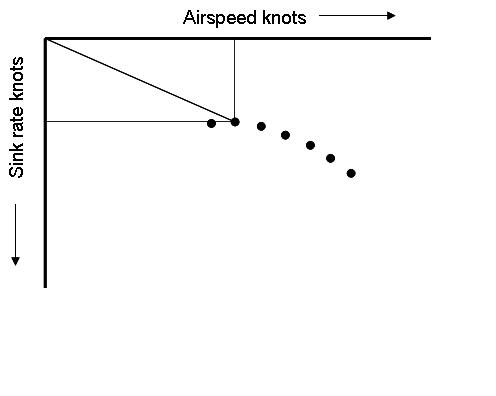
Curva polar para un planeador, mostrando el ángulo de planeo para una tasa de caída mínima. El origen del gráfico es donde el eje de la velocidad aerodinámica cruza el eje de la tasa de caída a velocidad aerodinámica cero y tasa de caída cero. La línea horizontal es tangente a la parte superior de la curva polar. Ese punto tangente indica la velocidad mínima de hundimiento (línea vertical). La tasa de caída aumenta a la izquierda o a la derecha de este punto, lo que corresponde a una velocidad aerodinámica menor o mayor. Esta velocidad de caída mínima tiene la tasa de caída más baja posible y permite el mayor tiempo de planeo posible antes del aterrizaje.

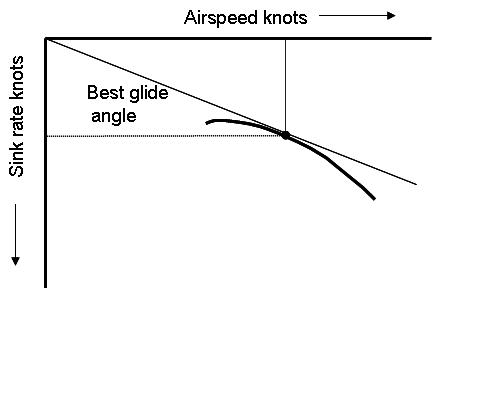
Curva polar para un planeador, mostrando el ángulo de planeo para la mejor velocidad de planeo (mejor L/D). Es el ángulo de planeo más plano posible en aire en calma, que maximizará la distancia volada. Esta velocidad aerodinámica (línea vertical) corresponde al punto tangente de una línea que parte del origen del gráfico. Un planeador que vuele más rápido o más lento que esta velocidad cubrirá menos distancia antes de aterrizar.

Un gráfico que muestra la tasa de caída de una aeronave (normalmente un velero) frente a su velocidad aerodinámica se conoce como curva polar. Las curvas polares se utilizan para calcular la velocidad mínima de caída del planeador, la mejor elevación sobre resistencia (L/D) y la velocidad de vuelo.
La curva polar de un parapente se obtiene a partir de cálculos teóricos, o midiendo la tasa de caída a varias velocidades del aire.  Estos puntos de datos se conectan mediante una línea para formar la curva. Cada tipo de parapente tiene una curva polar única, y los parapentes individuales varían un poco dependiendo de la suavidad del ala, la resistencia de la superficie de control, o la presencia de insectos, suciedad y lluvia en el ala.  Diferentes configuraciones de parapente tendrán diferentes curvas polares, por ejemplo, vuelo en solitario frente a vuelo doble, con y sin lastre de agua, diferentes ajustes de flaps, o con y sin extensiones de punta de ala.
Conocer la mejor velocidad para volar es importante para explotar el rendimiento de un planeador. Dos de las medidas clave del rendimiento de un parapente son su tasa de caída mínima y su mejor tasa de planeo, también conocido como el mejor "ángulo de planeo". Esto ocurre a diferentes velocidades. Conocer estas velocidades es importante para un vuelo campo a través eficiente. En aire en calma, la curva polar muestra que volar a la velocidad mínima de caída permite al piloto mantenerse en el aire el mayor tiempo posible y ascender lo más rápido posible, pero a esta velocidad el parapente no llegará tan lejos como si volara a la velocidad para el mejor planeo.

### Efecto del viento, sustentación/descenso y peso en la velocidad de mejor planeo
La mejor velocidad para volar con viento en contra se determina a partir del gráfico desplazando el origen hacia la derecha a lo largo del eje horizontal por la velocidad del viento en contra, y trazando una nueva línea tangente.  Esta nueva velocidad será más rápida a medida que aumente el viento en contra, pero dará como resultado la mayor distancia recorrida.  Una regla general es añadir la mitad de la componente del viento en contra a la mejor L/D para la distancia máxima.  Para un viento de cola, el origen se desplaza hacia la izquierda por la velocidad del viento de cola, y trazando una nueva línea tangente.  La velocidad del viento de cola para volar estará entre el hundimiento mínimo y el mejor L/D.
En aire de subsidencia, la curva polar se desplaza hacia abajo de acuerdo con la velocidad de hundimiento de la masa de aire, y se dibuja una nueva línea tangente.  Esto mostrará la necesidad de volar más rápido en aire de subsidencia, lo que da al aire de subsidencia menos tiempo para bajar la altitud del planeador.  En consecuencia, la curva polar se desplaza hacia arriba en función de la tasa de sustentación, y se traza una nueva línea tangente.
El aumento de peso no afecta a la autonomía máxima de un avión de planeo. El ángulo de planeo sólo viene determinado por la relación sustentación/arrastre. El aumento de peso requerirá un aumento de la velocidad aerodinámica para mantener el ángulo de planeo óptimo, por lo que un avión de planeo más pesado tendrá una resistencia reducida, ya que está descendiendo a lo largo de la trayectoria de planeo óptima a un ritmo más rápido.